# Chilicola cooperi
Chilicola cooperi är en biart som beskrevs av Michener 2002. Chilicola cooperi ingår i släktet Chilicola och familjen korttungebin. Inga underarter finns listade i Catalogue of Life.